# Eriovixia poonaensis
Eriovixia poonaensis är en spindelart som först beskrevs av Benoy Krishna Tikader och Bal 1981.  Eriovixia poonaensis ingår i släktet Eriovixia och familjen hjulspindlar. Inga underarter finns listade i Catalogue of Life.